# Takayasu Ryosuke
Ryosuke Takayasu (sinh ngày 14 tháng 5 năm 1984) là một cầu thủ bóng đá người Nhật Bản.

## Sự nghiệp câu lạc bộ
Ryosuke Takayasu đã từng chơi cho Tochigi SC và Tochigi Uva FC.